# Fontaine Saint-Cande
La fontaine Saint-Cande est une fontaine située à Rouen, en France. Elle est alimentée par la source Gaalor.

## Localisation
La fontaine Saint-Cande est située dans le département français de la Seine-Maritime, sur la commune de Rouen, au 24 rue aux Ours.

## Historique
Fontaine construite en 1709, date portée, contre le mur du cimetière de l'église paroissiale Saint-Cande-le-Jeune. Elle est restaurée en 1924 par Alphonse Guilloux et Rose.
La fontaine est inscrite au titre des monuments historiques en 1939.
Cette fontaine est l'œuvre Nicolas Le Carpentier et elle a été inaugurée le 31 août 1709. À l’époque, elle a été érigée dans l’unique but de fournir de l’eau aux habitants, en effet, contrairement à aujourd’hui, l’eau y coulait à flots. Tout d’abord, cette fontaine a été édifiée le long du mur du cimetière de l’église de Saint-Cande-le-Jeune. Cet édifice en pierre est composé de différentes parties : un fronton cintré surmonté d’un vase et de deux dauphins, qui sont en mauvais état. Dans le tympan, il se trouve un écusson qui a été restauré il y a quelques années. Ce dernier est entouré de deux rameaux sous lequel se trouve une plaque de marbre noir, où il est inscrit « Du règne de Louis Le Grand ; de la mairie de Messire François le Cordier de Bigars, chevalier, marquis de la Londe ; de l’échevinage de MM. Jacques Bigot, écuyer, sieur du Heaume, Philippe le Baillif, Robert Roquet, François Cécile et David le Bailly, et aussi de M. François de Bailleuil, procureur du roi de la ville, M. Claude Coignard, greffier secrétaire, M. Pierre Bondor, receveur, M. Nicolas, Innocent Le Carpentier maître de l’ouvrage. Cette fontaine a été construite l’an MDCCIX (1709).»